# Sigynia ernobii
Sigynia ernobii är en stekelart som beskrevs av Karl-Johan Hedqvist 1974. Sigynia ernobii ingår i släktet Sigynia och familjen puppglanssteklar.
Artens utbredningsområde är Sverige. Arten är reproducerande i Sverige. Inga underarter finns listade i Catalogue of Life.